# Mugil cephalus
El Mugil cephalus (comúnmente denominado mujol) es una especie de pez eurihalino perteneciente a la familia de mugílidos. Este pez es ampliamente reconocido por su diversidad de nombres comunes en distintas regiones, entre los que se incluyen múgil, mugle, mule, llisa, muble lisa, liza, albur, cabezudo, capitón, corcón y pardete. Este amplio repertorio de denominaciones refleja la extendida distribución geográfica y la relevancia cultural y económica de esta especie en diversas zonas costeras del mundo.
Mugil cephalus es un pez eurihalino, lo que significa que puede habitar tanto en ambientes de agua dulce como salada, adaptándose a diferentes niveles de salinidad. Esta capacidad de adaptación es clave para su supervivencia y distribución global, ya que se encuentra en aguas tropicales, subtropicales y templadas de todos los océanos, así como en lagunas costeras, estuarios y ríos.
El mújol es particularmente conocido por su importancia en la pesca artesanal y comercial, así como en la acuicultura, debido a su carne de alta calidad y su capacidad para crecer en condiciones controladas. Además, juega un papel ecológico significativo en los ecosistemas acuáticos, ya que es un pez omnívoro que se alimenta principalmente de detritos, fitoplancton y pequeñas partículas orgánicas, ayudando a mantener el equilibrio ecológico en los cuerpos de agua donde habita.

## Descripción
Generalmente mide unos 50 cm aunque puede llegar a medir 1 m de longitud total y 8 kg de peso. Cuerpo largo, ancho (especialmente en la parte dorsal), con el dorso gris azulado y los lados plateados y con líneas longitudinales de color marrón. Pedúnculo caudal alto y comprimido lateralmente. Cabeza grande, ancha (casi redondo), con la boca terminal y el hocico corto. Labio superior fino. Ojos cubiertos por una membrana adiposa muy desarrollada. Dos aletas dorsales triangulares. Aleta caudal grande y cóncava. Presenta una mancha negra en la base de las aletas pectorales. 
El dorso del pez es de color verde oliva, los lados son plateados y cambian a blanco hacia el vientre. El pez puede tener de seis a siete rayas horizontales laterales distintivas. El mújol carece de línea lateral.

## Distribución geográfica
Es una especie de amplia distribución mundial.
El Mugil cephalus habita en las aguas costeras de la mayoría de las regiones tropicales y subtropicales. En el Atlántico occidental, se encuentra desde la península de Nueva Escocia hasta Argentina, incluyendo el Golfo de México, aunque está ausente en las Bahamas y el Caribe. En el Atlántico oriental, habita desde el golfo de Vizcaya hasta el sur de África. Se encuentra también en todo el Mar Mediterráneo y en el Mar Negro. La distribución del Pacífico oriental abarca desde el sur de California hasta Chile.
El mújol es catádromo, encontrándoselo frecuentemente en ambientes estuarinos y de agua dulce.
Su distribución geográfica es amplia, siendo muy común en aguas costeras debido a sus características, que le permiten soportar temperaturas elevadas, salinidades variables y ciertos niveles de contaminación orgánica, como en Limpias.

## Reproducción
La especie tiene un ciclo vital catádromo, que se da con frecuencia en entornos estuarinos y agua dulce. Durante los meses de otoño e invierno, los adultos migran al mar en grandes bancos para desovar. La fecundidad se estima entre 0,5 y 2,0 millones de huevos por hembra, dependiendo del tamaño de su cuerpo. La eclosión tiene lugar 48 horas después de la fecundación, liberando larvas de 2,4 mm de longitud. Cuando las larvas alcanzan los 16-20 mm migran a aguas interiores, especialmente estuarios y los tramos finales de las vías fluviales. En estas aguas, los juveniles se recogen en grandes cantidades para la acuicultura desde finales de agosto hasta principios de diciembre.

## Nombres comunes
- Capitón, Mújol - España

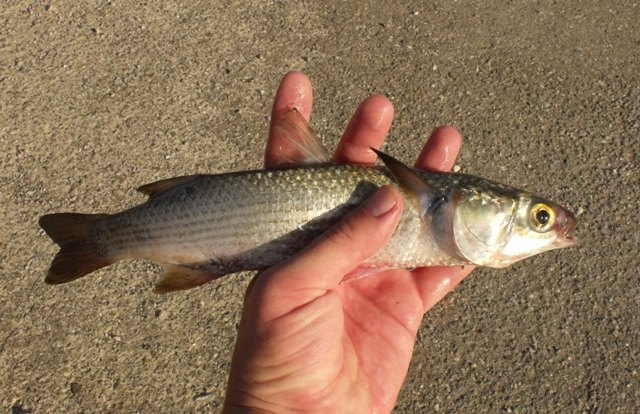
Un ejemplar de Mugil cephalus capturado en la provincia de Grosseto, Toscana, Italia.

- Lisa o Liza - España, Argentina, Chile y Perú
- Mújol negro (Salmonete negro) - Cuba, Antillas Neerlandesas y sur de Estados Unidos
- Mujol gris (Grey mullet) - Cuba, Turquía, Australia, Taiwán, Fiyi, Hong Kong, Mauricio, Antillas Neerlandesas, Nueva Zelanda, España, Tonga, Reino Unido, EE. UU., Mediterráneo, Egipto
- Mújol Común- Reino Unido
- Pardete - India, Filipinas (donde se le conoce, ya sea como aligasid o talilong)
- Salmonete de los Manglares - Australia
- Salmonete de mar  - Australia, Fiyi, Papúa Nueva Guinea, Reino Unido
- Salmonete rayado  - Australia, Cuba, México, Reino Unido, EE. UU.
- Lisa  - Sinaloa (México)
- Llisa - Baleares, Cataluña[8]  y Valencia (España)
- Muxe o cabezudo o limoso - en gallego, Galicia (España)[9]
- Muil - en asturiano, Asturias (España)
- Mule o Muble - Cantabria (España)
- Muble, Corcón o corrocón - País Vasco (España)[10]
- Albur - Provincia de Sevilla (España)
- Lisote, Lisa y Lebrancho - Canarias (España)

## Enfermedades y parásitos
El mújol, al habitar en diversos entornos acuáticos, lo hace susceptible a una amplia gama de enfermedades e infestaciones parasitarias. Estos problemas de salud pueden afectar su crecimiento, supervivencia y valor comercial, especialmente en sistemas de acuicultura.
Parásitos
Las infecciones parasitarias son uno de los problemas de salud más comunes que afectan a Mugil cephalus. Estos parásitos se pueden clasificar en varios grupos:
Los parásitos protozoarios, como Ichthyophthirius multifiliis (conocido como "Ich" o enfermedad del punto blanco), infestan la piel, las branquias y las aletas del mújol. Estos parásitos pueden causar irritación, dificultad respiratoria e infecciones secundarias.
Los trematodos monogeneos, como las especies de los géneros Gyrodactylus y Dactylogyrus, son ectoparásitos que se adhieren a las branquias o la piel. Se alimentan de moco y células epiteliales, causando daño tisular y afectando la función respiratoria.
Las etapas larvarias de trematodos digenéticos, como las especies Clinostomum y Diplostomum, a menudo se enquistan en los músculos, ojos u órganos internos de Mugil cephalus. Estas infecciones pueden reducir el valor comercial y, en casos graves, afectar la visión o la función de los órganos.
Las larvas de céstodos, incluyendo Ligula intestinalis, infestan la cavidad corporal, lo que puede reducir el crecimiento y afectar la reproducción.
Nematodos como Anguillicola crassus y especies de Anisakis pueden infectar los intestinos u otros órganos internos, causando deficiencias nutricionales o daño orgánico.
Los copépodos parásitos, incluyendo especies de Caligus y Lernaea, son parásitos externos que se adhieren a la piel o las branquias, causando daño tisular y facilitando infecciones bacterianas secundarias.
Enfermedades
Mugil cephalus también es susceptible a infecciones bacterianas, virales y fúngicas:
Los patógenos bacterianos más comunes incluyen especies de Vibrio, Aeromonas hydrophila y Photobacterium damselae. Estas bacterias pueden causar enfermedades como lesiones ulcerativas, septicemia hemorrágica y podredumbre de aletas.
Los patógenos virales, como el virus de la linfocistosis, pueden provocar la formación de crecimientos similares a verrugas en la piel y las aletas. Aunque estas infecciones no suelen ser fatales, pueden reducir el valor estético y comercial del pez.
Los hongos, como las especies de Saprolegnia, pueden afectar la piel, las branquias o los huevos, especialmente en peces estresados o inmunodeprimidos. Las infecciones fúngicas suelen aparecer como crecimientos algodonosos en el cuerpo.

## Uso gastronómico
El mújol es un pez importante que sirve de alimento para muchos seres humanos en todo el mundo. Su hueva se degusta salada, seca, y se comprime para hacer comidas especializadas en todo el mundo, como el Wuyutsu taiwanés, myeongran jeot coreano, karasumi japonés, botarga italiano, y el batarekh egipcio.
En España es muy valorado desde Cataluña a Murcia, en la costa también mediterránea francesa de Occitania y en amplias zonas costeras de Italia (Calabria, Cerdeña, Sicilia, Toscana, etc.)  por su carne y, especialmente, por sus huevas, que se preparan en salazón, recibiendo éstas al estar desecadas y saladas el nombre de botarga.
En Perú se consume desde la época prehispánica. En la actualidad su consumo se realiza en conserva de filetes ahumados, y fresco en cebiches, plato destacado de la gastronomía peruana. En Piura la variedad de lisa de río se utiliza para el picau de lisas.
En Brasil, el nombre de la especie tiene una rica etimología, siendo el nombre "curimã" proveniente de la lengua Tupí antiguo ku'rema y "tamatarana" proveniente de la combinación de los términos tupí tamua'tá (coridora) y rana (similares). En el estado de Pernambuco, la especie se cría en viveros y se consume especialmente durante la Semana Santa.
En Egipto, el mismo pescado es salado, seco, y escabechado con el nombre de feseekh.
En la costa del noroeste de Florida y Alabama, el mújol o negro, a menudo es una especialidad de restaurantes de mariscos. Frito es el más popular, pero también se puede comer ahumado, al horno, y enlatado. Los pescadores locales suelen pescarlo en una nasa pequeña, aunque algunos utilizan un gancho. Es un manjar en esta zona, aunque también es frecuente consumirlo en el hogar fileteado, y el resto de sus anatomía, en sopas y guisos. No obstante, el más numeroso es el mújol blanco (Mugil curema), por moverse y ser reproducido en aguas más limpias, evitando así el intenso sabor a barro.
En Taiwán las principales fuentes de huevas de salmonete taiwanesas incluyen el salmonete natural y el salmonete cultivado. Las huevas de salmonete natural migran hacia el sur desde el Mar de China Oriental hasta el suroeste de Taiwán en enjambres siguiendo la isoterma de 19 a 21 °C de las aguas costeras continentales cada invierno desde noviembre hasta finales de enero del siguiente. año. Desovan en aguas locales, por lo que también se les conoce como "peces letras". Especialmente unos 10 días antes y después del solsticio de invierno es la temporada alta de pesca. Taiwán tiene muchos años de experiencia en el cultivo de salmonete. Se distribuye en Hsinchu, Yunlin, Tainan, Kaohsiung y Pingtung. Después de 2 o 3 años de cultivo, los huevos pueden madurar a medida que avanza el cultivo. La tecnología de procesamiento continúa mejorando, la calidad de las huevas de mújol producidas también está aumentando.
En Taiwán los alevines aparecen en marzo y abril de cada año, y muchos pescadores abren las compuertas durante este periodo para liberar a los alevines en la zona de asoleo y alimentarlos con pienso como makou, residuo de soja, kukou de cacahuete, etc., para que crezcan rápidamente y produzcan una cosecha antes del invierno. Las huevas, la grasa y la molleja del mújol se conocen como los «tres tesoros del mújol», y los ovarios y huevos de las hembras preñadas se denominan colectivamente «huevas de mújol», un alimento acuático procesado salado. Los testículos del pescado macho constituyen un plato famoso, la molleja, que es una carne sabrosa que se presta para estofar con vino, o hervir en sopa, o incluso hervir aceite de sésamo el pescado en aceite de sésamo. La molleja es el estómago del salmonete, también conocido como molleja de salmonete, y estos tres ingredientes de gran valor económico han convertido al salmonete en el «oro del salmonete» de los pescadores de Taiwán.

## Curiosidades
El retórico romano Claudio Eliano menciona al mújol en el Libro I de su obra Sobre la naturaleza de los animales (en griego: Περὶ ζῴων ἰδιότητος Perí zóon idiótitos; en latín: De Natura Animalium o Historia animalium). De este pez destaca su templanza y control de la voracidad. Ya que nunca depreda a otros peces y animales marinos vivos, se dice que ha hecho un pacto con ellos, ya que su alimento lo encuentra exclusivamente en peces muertos que él mismo comprueba de un coletazo si lo están o no antes de comérselos.

## Galería de imágenes

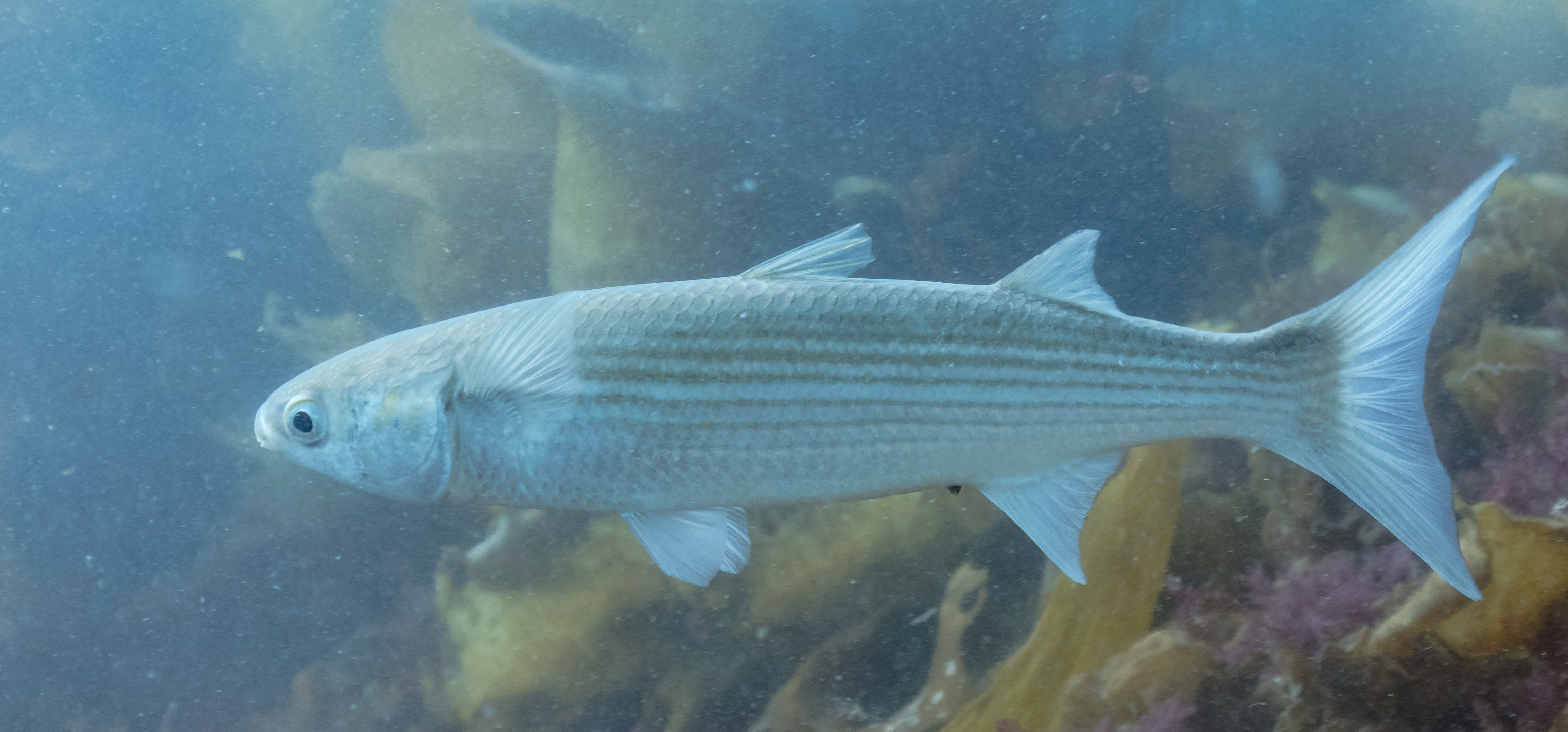
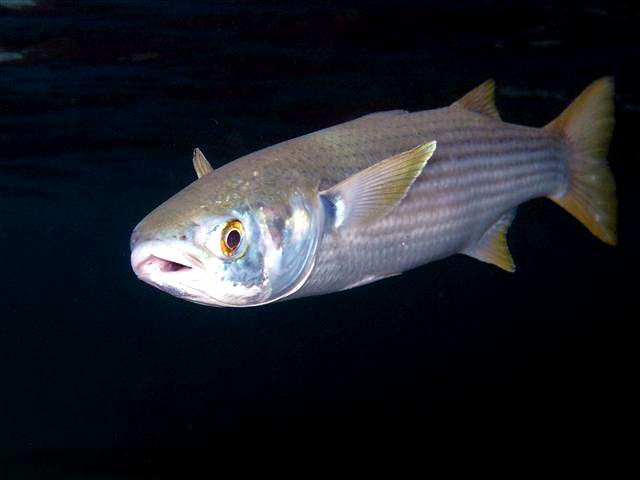